# 액티브 서버 페이지
액티브 서버 페이지(Active Server Pages, 줄여서 ASP, 과거 명칭: 클래식 ASP/Classic ASP, ASP 클래식/ASP Classic)는 마이크로소프트사에서 동적으로 웹 페이지들을 생성하기 위해 개발한 서버 측 스크립트 엔진이다.
ASP 2.0은 6개의 내장 객체들을 제공한다: Application, ASPError, Request, Response, Server, Session. 예를 들어, Session은 페이지 간의 변수의 상태를 유지하는 쿠키 기반의 세션을 나타낸다. 동적 스크립팅 엔진의 컴포넌트 객체 모델(COM) 지원은 ASP 웹사이트들이 DLL들 같은 컴파일 된 라이브러리들을 함수처럼 접근 가능하게 해 준다.
ASP.NET이 ASP를 대체하고 있다.

## 역사
처음에 1996년 경 윈도우 NT 4.0 옵션 팩을 통해 인터넷 정보 서비스(IIS)의 추가 기능으로 출시되었으며, 나중에 윈도 서버(윈도우 2000 서버의 최초 버전 이후로)의 무료 구성 요소로 포함되었다. ASP에는 3가지 버전이 있으며 각각 각기 다른 IIS 버전과 함께 도입되었다:
- ASP 1.0는 1996년 12월 IIS 3.0의 일부로 출시되었다
- ASP 2.0은 1997년 9월 IIS 4.0의 일부로 출시되었다
- ASP 3.0은 2000년 11월 IIS 5.0의 일부로 출시되었다

## 요약
.asp 파일 확장자를 가진 웹페이지는 ASP를 사용하지만, 몇개의 웹 사이트들은 보안 목적으로 스크립팅 언어를 숨기는 경우도 있다(예를 들면 더 일반적인 .htm 또는 .html 확장자를 사용하기). .aspx 확장자를 가진 페이지들은, ASP에서 서버측 스크립팅 보다 더 빠르고 강력하게 해주는 (마이크로소프트의 .NET 프레임워크 기반의) ASP.NET으로 컴파일되었고, 구동 시에 해석되지만; ASP.NET 페이지들은 여전히 일부 ASP 스크립팅을 포함하고 있을 것이다. ASP.NET의 도입은 원천 기술에 대해서는 오랜 ASP용어를 사용하였다.
프로그래머들은 대부분의 ASP페이지를 VBScript를 사용하여 작성하였지만 그 외에도 동적 스크립팅 엔진은 @Language 지시문이나 <script language="language" runat="server"> 구문으로 선택하여 사용할 수 있다. JScript(마이크로소프트가 구현한 ECMAScript)가 보통 사용가능한 다른 언어이다. PerlScript(Perl의 파생언어)와 다른 것들도 타사 제공 형태로 동적 스크립팅 엔진에 설치해서 사용 가능하다.

## 이용 예
마이크로소프트의 액티브 스크립팅 표준과 호환되는 어떠한 스크립팅 언어라도 ASP에서 사용할 수 있다. 기본 스크립팅 언어(고전 ASP에서)는 VB스크립트이다.:
브라우저가 웹 서버에서 ASP 파일을 요청하면 서버는 프로세서를 호출하고, 프로세서는 요청된 파일을 읽고 스크립트 명령을 실행하여 결과를 웹페이지 형태로 브라우저에 전송한다.
```
<
html
>

<
body
>

```

```
<%
 
Response
.
Write
 
"Hello World!"
 
%>

```

```
</
body
>

</
html
>

```

더 단순한 형태로는 다음과 같다.
```
<
html
>

<
body
>

```

```
<%=
 
"Hello World!"
 
%>

```

```
</
body
>

</
html
>

```

이 예는 "Hello World!"를 HTML 문서의 body로 출력한다.
여기에는 액세스 데이터베이스로 연결하는 방법에 대한 한 예가 있다.
```
<%

	
Set
 
oConn
 
=
 
Server
.
CreateObject
(
"ADODB.Connection"
)

	
oConn
.
Open
 
"DRIVER={Microsoft Access Driver (*.mdb)}; DBQ="
 
&
 
Server
.
MapPath
(
"DB.mdb"
)

	
Set
 
rsUsers
 
=
 
Server
.
CreateObject
(
"ADODB.Recordset"
)

	
rsUsers
.
Open
 
"SELECT UserID FROM Users"
,
 
oConn
,
1
,
3

%>

```

## 같이 보기
- ASP.NET